# Сероводородное брожение
Сероводородное брожение — сложный биохимический процесс, состоящий в образовании сапрогенными микроорганизмами сероводорода и аммиака из сложных органических, а также неорганических, содержащих серу веществ и в дальнейших реакциях этих газов с различными солями, приходящими с ними в соприкосновение в окружающей среде — процесс существенный и грандиозный в мировом круговороте серы.

## История

### Опыт А. Вериго
Основным опытом, доказывающим значение микроорганизмов в выработке H2S является весьма простой и наглядный опыт А. Вериго над одесской лиманной грязью, содержащей сероводород, произведенный им впервые в 1885 году. Серая (окисленная) грязь, содержащая в себе сернокислое железо и слегка отдающая сероводородом, была облита рапой и стерилизована в автоклаве при 120° С. После стерилизации она перестала истощать запах сероводорода. В таком виде масса остается без изменения продолжительное время, но если добавить в неё незначительное количество сырой, содержащей микроорганизмы грязи, она начинает вскоре темнеть и целиком превращается через некоторое время в чёрную грязь. Смысл опыта состоит в том, что со внесением в стерилизованную пробирку микроорганизмов, последние выделяют аммиак и сероводород и восстанавливают серое сернокислое железо грязи в черное сернистое железо или в его гидраты, что и сказывается в изменении цвета грязи и в появлении сероводородного запаха. Опыт А. Вериго был затем всесторонне изучен Г. Надсоном с целью выяснения условий процесса.

### Экспедиция на лодке «Черноморец»
В 1890 году экспедиция для глубоководных исследований Чёрного моря (на канонерской лодке «Черноморец») впервые натолкнулась на большое скопление H2S на дне этого моря. Биолог экспедиции Андрусов высказался по этому поводу в том смысле, что скопление сероводорода на глубинах моря — результат гниения органических веществ и взаимодействия этого процесса с сульфатами воды. Далее, рядом исследований, а в последнее время точными опытами Надсона, удалось показать, что выделяемый микробами при разложении ими органических веществ водород действует восстанавливающим образом на сульфаты, результатом чего является выделение H2S.

## Описание процесса
Прежде всего, это биопроцесс, он вызывается микроорганизмами и ими регулируется. Многие низшие организмы, живущие в воде и почве, в лиманной грязи озер, рек и морей, в различных гниющих органических веществах, в крови теплокровных животных и человека, обладают способностью выделять сероводород при определенных условиях.
Способность выделять сероводород первоначально была известна лишь для некоторых бактерий, но затем она была констатирована и для некоторых грибов, особенно в последнее время, благодаря исследованиям Надсона над Actinomycetes. Процесс выделения низшими организмами сероводорода — биологическое явление, присущее при определенных условиях различным, далеко не родственным организмам. Позднее были открыты другие организмы, выделяющие сероводород. Сюда относятся разнообразные патогенные и безвредные формы, такие как: Proteus vulgaris, Bacillus mycoides, Proteus mirabilis, Proteus Zenkeri, Bacillus enteridis, Bacillus typhi abdominalis и другие. Прежде всего, таким источником являются белковые вещества, которые разлагаются сапрогенными микроорганизмами с выделением H2S и NH3. По некоторому мнению, сероводородные микробы прямо отщепляют серу от белков. Из ряда научных работ, а в особенности из труда Надсона о сероводородном брожении в Вейсовом солёном озере, ясно следует, что белки и пептон являются важным источником H2S. Другим таким источником сероводорода являются сульфаты — сернокислый кальций или гипс и сернокислый магний. Морская вода особенно богата сульфатами в сравнении с пресной речной, и известно, что образование чёрного ила, являющегося одним из последствий сероводородного брожения, идет в больших размерах на дне морей и океанов, чем в воде пресной.
Образование сероводорода в морской воде — результат не непосредственного воздействия бактерий на сульфаты, а только косвенного их воздействия. Реакция происходит в силу химической необходимости взаимодействия между растворенными в воде сульфатами и водородом, продуктом жизнедеятельности микробов.
Насчёт выделения водорода известно, что он образуется не только при гниении белков под влиянием Proteus vulgaris и других микробов, но и при брожении клетчатки, как это следует из данных Омелянского, описавшего так называемое водородное брожение клетчатки, вызываемое бактерией Bacillus fermentationis cellulosae. При этом виде брожения образуется значительное количество водорода.
Есть и другой случай образования газа сероводорода за счет сульфатов и при том прямым воздействием одной бактерии Spirillum desulfuricans, как это показал Бееринк. Бактерия разлагает сульфаты и выделяет H2S. Влияние кислорода на сероводородное брожение являлось также предметом повторного исследования несколькими учеными. Так, Массен и Петри высказались в пользу того, что лучше всего процесс сероводородного брожения идет в условиях анаэробиоза. Из данных Петри, Массена, Надсона и других авторов естественным является тот вывод, что кислород не влияет на сам процесс образования сероводорода при помощи брожения, осуществляемого микроорганизмами, а действует лишь на сам сероводород и, следовательно, на выделение его в свободном состоянии, окисляя известную часть этого газа в серную кислоту. Таким образом, на воздухе H2S выделяется меньше, чем в анаэробных условиях.
Сложность процесса сероводородного брожения, как совокупности нескольких биохимических процессов, помимо указанного гниения органических веществ, белков и клетчатки, а также восстановления сульфатов, как косвенно, так и прямым путем, заключается еще и в дальнейшем воздействии освобождающегося H2S на окружающую среду. Сероводород, встречаясь в воде — на дне озер, морей и океанов — с сернокислыми солями, восстанавливает их и выделяются сернистые металлы. В виду этого сернистый водород играет важную роль в образовании ила или лечебной грязи. Ещё английская экспедиция Челленджера на корабле «Challenger» показала, что отложения черного ила опоясывают подножие континентов на громадном протяжении. У. Томсон и Дж. Муррей исчисляют площадь, занятую этим илом, в 14500000 квадратных миль. Такой же ил отлагается в большом количестве на дне озер и морей; из него также состоит и целебная черная грязь озер и лиманов. Условия образования его везде одинаковы. Черный цвет этого ила или грязи объясняется нахождением в нем большого количества сернистого железа. Образование ила может быть объяснено благодаря трудам Вериго, Надсона и других ученых следующим образом: в падающих на дно океанов, озер и морей осадках, состоящих из трупов животных и растений, встречается целый ряд сероводородных микробов, которые могут существовать жить как при доступе воздуха, так и в анаэробных условиях. Эти микробы (бактерии и грибы) разлагают упомянутые осадки с выделением сероводорода и азота. Сероводород, встречаясь с солями железа, вступает с ними в реакцию обменного разложения, в результате чего получается, в присутствии NH3, коллоидальный гидрат сернистого железа. В силу своих химических и физических свойств, изученных Вериго и Надсоном и другими учёными, этот коллоидальный гидрат пронизывает собой всю песчано-глинистую массу грязи, придавая ей тем самым своеобразный обычный и общеизвестный вид лечебно грязи, ила.
Помимо реакции с солями железа, сероводород и аммиак, выделяющиеся при сероводородном брожении, вступают очевидно и с другими веществами, как из воды морей, озер и океанов, так и из осадков этих вместилищ в химическое взаимодействие и дают еще целый ряд новых веществ. Это подтверждает, что процесс сероводородного брожения — сложный биохимический процесс, первыми стадиями которого являются разрушение органических веществ и восстановление сульфатов с образованием H2S как основного продукта, характеризующего сам процесс, а последующими стадиями служат те химические реакции и их продукты, которые возникают между сероводородом и веществами окружающей его среды. Большее или меньшее выделение H2S и NH3 при брожении зависит от совокупности как внешних условий — условий состава и давления той среды, в которой живут сероводородные микробы, так и от внутренних условий, кроющихся в протопластах самих сероводородных микробов. Известно, что некоторые С. микробы (напр холерный вибрион) в молодом возрасте культур выделяют больше H2S, чем в старом возрасте, а, кроме того, дегенерируясь, дают расы, которые временно или совсем теряют способность выделять H2S, а также и NH3. Эти вопросы еще недостаточно изучены. Таким образом, процесс сероводородного брожения ставит всегда первостепенными следующие вопросы для изучения: отщепляется ли сероводород непосредственно от органических соединений; или в образование этого газа играет роль водорода, образующийся при гниении и соединяющийся с S белков и восстанавливающий сульфаты; могут ли сульфаты, а конечно и сульфиты служить вообще для сероводородных микробов непосредственно источником образования газа; какова роль кислорода при различных условиях брожения; чем, или вернее, совокупностью каких условий, объясняется массовое сероводородное брожение в определенных местностях земного шара; от каких внутренних условий, кроющихся в самих протопластах микробов, зависит большая или меньшая способность их к выделению H2S. Метод открытия H2S, выделяемого микробами, очень прост. Сероводород легко обнаружить в пробирных культурах С. микробов при помощи полосок фильтровальной бумаги, предварительно повторно смоченных раствором свинцового сахара и обработанных, кроме того, углеаммиачной солью, а затем высушенных. Полоски такой реактивной бумаги вставляются в пробирку с культурой между стеклом и ватной пробкой. В зависимости от большего или меньшого количества выделяющегося при брожения H2S, бумажки эти чернеют с различной интенсивностью. Stagnitta-Balistreri установил даже шкалу, по которой можно определять приблизительные количества выделенного H2S по цвету бумажки:
- 6,2 мг H2S даёт блестящий тёмно-чёрный цвет;
- 3 мг даёт черную окраску;
- 1,2 мг даёт черноватую окраску;
- 0,3 мг даёт коричневую окраску;
- 0,03 мг даёт слабо-коричневую окраску;
- 0,01 мг даёт слабо заметное изменение цвета бумаги.

Запах сероводорода чувствуется только тогда, когда в колбе находится 3,1 мг вещества. Поэтому свинцовая проба является более чувствительной.
Массовое сероводородное брожение брожение можно наблюдать в одесских лиманах, в Сивашском лимане, в озёрах Вейсово и Репное, у берегов Балтийского моря, в Чёрном море, в озере Могильное.